# Nasiræer
Nasiræer (hebr. nazir, "viet"), kaldtes hos
israelitterne den der levede i hellig vielse,
unddraget det almindelige livs profanation, vanhelligelse. Det skete
ved, at vedkommende omhyggeligt undgik alt,
som tilhørte urenhedens sfære, for eksempel lig,
men også ved, at håret ikke hæmmedes i sin
fri vækst gennem klipning, og ved afholdelse
fra vinen, som ikke hørte med i den oprindelige
israelitiske verden.
En nasiræer fik gennem sin
vielse særlige kræfter som det ses hos
gudsmanden Samuel og hos Samson. Man kunne
påtage sig nasiræerløftet for en begrænset tid, så
at man en tid levede i vielsen, i reglen med
et særligt formål. Den afsluttede med et
offer (4 Mos 6,18 ). I den senere jødedoms tid var
denne skik ret almindelig; den bevidnes i Det Ny Testamente
(ApG 21,23 ff ), og en mishnatraktat,
nazir, handler derom.